# Lactarius stephensii
Lactarius stephensii är en svampart som först beskrevs av Miles Joseph Berkeley, och fick sitt nu gällande namn av Verbeken & Walleyn 2004. Lactarius stephensii ingår i släktet riskor och familjen kremlor och riskor.   Inga underarter finns listade i Catalogue of Life.